# Coppa del Re 2021-2022 (calcio a 5)
La Coppa del Re 2021-2022 è stata la 12ª edizione del torneo. La competizione si è giocata dal 28 settembre 2021 al 15 maggio 2022.

## Risultati

### Primo turno
Gli incontri si sono disputati il 28 e il 29 settembre.
| Squadra 1       | Risultato           | Squadra 2            |
| --------------- | ------------------- | -------------------- |
| Pinseque        | 6 - 4               | San Juan             |
| CD Unión Arroyo | 3 - 6               | Guardo               |
| Aliança Mataró  | 3 - 3 (4 - 3) (dtr) | Barceloneta          |
| Segosala        | 4 - 2               | AD Alcorcón          |
| Club Ribeira    | 6 - 4               | Santiago             |
| Rivas           | 5 - 1               | Bargas               |
| Martorell       | 3 - 5               | Hospitalet Bellsport |
| Otxartabe       | 3 - 2               | Lauburu              |
| Gran Canaria    | 4 - 1               | CD Bugedo            |
| Melistar        | 3 - 4               | UD Coineña           |
| Imperial        | 4 - 4 (3 - 4) (dtr) | Nueva Elda           |
| CD Salesianos   | 5 - 3               | Iberia Toscal        |

### Secondo turno
Gli incontri si sono disputati il 26 e il 27 ottobre.
| Squadra 1            | Risultato           | Squadra 2           |
| -------------------- | ------------------- | ------------------- |
| Pinseque             | 3 - 12              | Colo Colo Saragozza |
| Hospitalet Bellsport | 5 - 4               | Bisontes Castellón  |
| Aliança Mataró       | 2 - 5               | Peñíscola           |
| Segosala             | 2 - 4               | Leganés             |
| Club Ribeira         | 0 - 3               | O Parrulo           |
| UEx Cáceres          | 2 - 4               | Talavera            |
| Rivas                | 1 - 2               | Móstoles            |
| Otxartabe            | 1 - 7               | Noia                |
| UD Coineña           | 2 - 3               | UMA Antequera       |
| Guardo               | 2 - 3               | Atlético Benavente  |
| Nueva Elda           | 1 - 2               | Alzira              |
| Gran Canaria         | 4 - 4 (5 - 4) (dtr) | CD Salesianos       |
| Sima Granada         | 0 - 3               | Atlético Mengíbar   |

### Terzo turno
Gli incontri si sono disputati il 30 novembre.
| Squadra 1            | Risultato           | Squadra 2      |
| -------------------- | ------------------- | -------------- |
| Leganés              | 1 - 6               | Betis          |
| UMA Antequera        | 2 - 1               | Burela         |
| Noia                 | 5 - 3               | ElPozo Murcia  |
| O Parrulo            | 2 - 5               | Xota           |
| El Ejido             | 2 - 6               | Inter          |
| Hospitalet Bellsport | 0 - 5               | Córdoba        |
| Colo Colo Saragozza  | 3 - 1               | Palma          |
| Atlético Benavente   | 1 - 4               | Valdepeñas     |
| Móstoles             | 3 - 6               | SC García      |
| Alzira               | 2 - 5               | Cartagena      |
| Atlético Mengíbar    | 4 - 4 (4 - 5) (dtr) | Ribera Navarra |
| Peñíscola            | 2 - 3               | Jaén           |
| Gran Canaria         | 1 - 3               | S10 Saragozza  |
| Talavera             | 4 - 2               | Manzanares     |

### Ottavi di finale
Gli incontri si sono disputati il 15 e il 16 febbraio e il 2 marzo.
| Squadra 1           | Risultato           | Squadra 2      |
| ------------------- | ------------------- | -------------- |
| Noia                | 2 - 3               | Córdoba        |
| Colo Colo Saragozza | 2 - 5               | Cartagena      |
| UMA Antequera       | 5 - 3               | S10 Saragozza  |
| Betis               | 3 - 3 (7 - 6) (dtr) | Barcellona     |
| Talavera            | 0 - 1               | Jaén           |
| Inter               | 4 - 6               | Ribera Navarra |
| Valdepeñas          | 3 - 2               | Levante        |
| SC García           | 5 - 1               | Xota           |

### Quarti di finale
Gli incontri si sono disputati l'8 e il 9 marzo.
| Squadra 1     | Risultato           | Squadra 2      |
| ------------- | ------------------- | -------------- |
| UMA Antequera | 9 - 5               | Ribera Navarra |
| Córdoba       | 6 - 7               | SC García      |
| Valdepeñas    | 4 - 0               | Betis          |
| Cartagena     | 3 - 3 (1 - 3) (dtr) | Jaén           |

### Fase finale
La fase finale si è svolta presso l'Olivo Arena di Jaén il 14 e il 15 maggio.
|  | Semifinali    | Semifinali    | Semifinali |            |               | Finale        | Finale | Finale |  |
|  |               |               |            |            |               |               |        |        |  |
|  | UMA Antequera | UMA Antequera | 3          |            |               |               |        |        |  |
|  | UMA Antequera | UMA Antequera | 3          |            |               |               |        |        |  |
|  | SC García     | SC García     | 1          |            |               |               |        |        |  |
|  | SC García     | SC García     | 1          |            | UMA Antequera | UMA Antequera | 3      |        |  |
|  |               |               |            |            | UMA Antequera | UMA Antequera | 3      |        |  |
|  |               |               | Valdepeñas | Valdepeñas | 2             |               |        |        |  |
|  | Valdepeñas    | Valdepeñas    | Valdepeñas | Valdepeñas | 2             | 3             |        |        |  |
|  | Valdepeñas    | Valdepeñas    |            |            |               |               |        |        |  |
|  | Jaén          | Jaén          | 2          |            |               |               |        |        |  |

#### Semifinali
| Arbitri: | Mayo López Panadero Díaz-Concha |

|                                   |           |         |
| Óscar 10’ Cobarro 19’ Burrito 29’ | Marcatori | 3’ Sepe |

| Arbitri: | González Moreta Sánchez Chamorro |

|                                                 |           |                        |
| Henrique 7’ (aut.) Matheus Preá 21’ Bateria 39’ | Marcatori | 31’ Carlitos 36’ César |

#### Finale
| Arbitri: | Sarabia Eguiluz Urdanoz Apezteguia |

|                                  |           |                           |
| Conde 8’ D. Velasco 9’ Óscar 18’ | Marcatori | 6’ Lazarević 34’ Humberto |